# تپه تپه سی بیانلوجه
تپه تپه سی بیانلوجه مربوط به هزاره اول قبل از میلاد - سده‌های میانه دوران‌های تاریخی پس از اسلام است و در شهرستان مراغه، بخش سراجو، دهستان سراجوی شرقی، ۱۰۰ متری روستای بیانلوجه واقع شده و این اثر در تاریخ ۱۸ اسفند ۱۳۸۷ با شمارهٔ ثبت ۲۵۲۱۲ به‌عنوان یکی از آثار ملی ایران به ثبت رسیده است.